# Milton Vicente Rodríguez
Milton Rodríguez, mit vollständigem Namen Milton Vicente Rodríguez Olmedo, (* 9. September 1954 in Guayaquil) ist ein ehemaliger ecuadorianischer Fußballtorwart. Der achtfache Nationalspieler nahm an der Copa América 1979 teil und wurde auf Vereinsebene sieben Mal ecuadorianischer Meister.

## Vereinskarriere
Milton Rodríguez debütierte 1976 beim CD El Nacional, mit dem er von 1976 bis 1978 drei Jahre in Folge Meister wurde. 1979 spielte er eine Saison beim chilenischen Zweitligisten Rangers de Talca, kehrte danach wieder zum CD El Nacional zurück und gewann vier weitere Meistertitel. Zum Abschluss seiner Karriere wechselte Miranda 1987 zum CSD Macará.

## Nationalmannschaft
In der Nationalmannschaft absolvierte Milton Rodríguez acht Länderspiele. Der Torwart spielte bei der Copa América 1979 alle vier Gruppenspiele. Ecuador schied in der Gruppenphase nach einem Sieg und drei Niederlagen aus.

## Erfolge
El Nacional
- Ecuadorianischer Meister (7): 1976, 1977, 1978, 1982, 1983, 1984, 1986